# Deu
|  | Aquest article tracta sobre el nombre, si cerqueu la deu d'aigua vegeu font |

El deu és el nombre natural que segueix el nou i precedeix l'onze. S'escriu 10 en xifres àrabs, X en les romanes i 十 en les xineses. L'ordinal és el dècim o desè/desé. El quantitatiu és deu (en tinc deu). L'agrupament és la desena (Una desena de ...). El múltiple és dècuple. El divisor és un desè/desena part.
El 10 és un nombre compost, que té els següents factors propis: 1, 2 i 5. Com la suma dels seus factors és 8 < 10, es tracta d'un nombre defectiu.
El 10 és la base del sistema decimal.
El 10 és el quart nombre triangular, després del 6 i abans del 15.
Un polígon de 10 costats rep el nom de decàgon.
Ocurrències del deu:

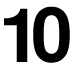
Deu

- El nombre 10 és un dels més antics en la història de la humanitat. Molts pobles primitius comptaven a base d'utilitzar els dits de les dues mans, amb el que arribaven fins a deu.
- La filosofia pitagòrica concebia el deu com mostra de la perfecció i el relacionaven amb el Ser suprem. És conegut que juraven per tetractis, (deu), com si ho feren pel més sagrat.
- És la nota màxima dels treballs escolars a Espanya.
- El percentatge que es quedava l'església de les collites (delme) a l'edat mitjana.
- Deu anys té una dècada.
- És una xifra important per als hebreus, ja que és la xifra de la primera lletra del nom de Déu. Apareix sovint en passatges de la Càbala i als temples.
  - Les generacions entre Adam i Noè i entre Noè i Abraham segons la Torà.
  - Les plagues d'Egipte mediades per Moisès a segons l'Èxode.
  - Els manaments que Déu va donar a Moisès.
- El número que porta usualment el davanter centre en futbol.
- El número del signe Capricorn.
- Segons la teoria de les supercordes, l'espaitemps té deu dimensions.[cal citació]
- És el nombre atòmic del neó.
- Anys: 10 aC i 10 i les dècades del 1910 i del 2010.